# 喬治·布朗熱
喬治·埃內斯特·讓-馬里·布朗熱（法語：Georges Ernest Jean-Marie Boulanger，法語發音：[ʒɔʁʒ ɛʁnɛst ʒɑ̃ maʁi bulɑ̃ʒe]；1837年4月29日—1891年9月30日），法國將軍、政治家，曾利用法國民眾的反德民族主義情緒和對自己的高度支持，險些顛覆法蘭西第三共和國。後身敗名裂，自殺身亡。

## 早年生平
布朗熱生於雷恩，父親埃內斯特·讓-馬里·羅薩利·布朗熱（Ernest Jean Rosalie Boulanger）是布列塔尼的資本家，母親馬里·安·韋布·格里菲思（Mary-Ann Webb Griffith）出身加萊貴族。早年就讀圣西尔军校，1856年入伍，曾先後參與法國在阿爾及利亞、義大利、交趾支那等地的軍事行動，在義大利因負傷獲法國榮譽軍團勳章。1864年與露西·雷諾出於利益關係結婚。普法戰爭、鎮壓巴黎公社之後逐步高升，在奧馬勒公爵亨利（前國王路易·菲利普之子）舉薦下1880年成為准將。次年作為法國代表參加美國獨立百年慶祝活動。1882年被任命為步兵總監，兩年後被派往突尼斯任當地駐軍司令，因與當地法國外交官不和，很快便返回巴黎。

## 步入政壇

### 戰爭部長
在早年同學乔治·克列孟梭的推薦下，1886年布朗熱出任弗雷西内內閣的戰爭部長。他於任內推廣了勒貝爾M1886步槍，並改善士兵待遇，允許士兵留鬍鬚，頗得軍心。德卡兹维尔發生工人罷工時，他也令軍隊不得武力鎮壓，而是贈送物資，從而獲得了左派人士的好感。他還簽署命令，褫奪了過去的法國君主奧爾良家族的軍職（包括曾支持他的奧馬勒公爵亨利，不過亨利保住了名位），被視為共和派。
布朗熱還大搞反德宣傳，鼓吹民族主義，經常舉行閱兵，要求奪回普法戰爭中的失地阿尔萨斯-洛林。中法戰爭之後，他的人氣繼續攀升，在同年底弗雷西內內閣倒台後仍然留任戈布萊內閣。此後他對德國的挑釁也開始升級，準備在貝爾福建立軍事設施來控制對德國的馬匹出口，甚至直接利用自身人氣同俾斯麥叫板。1887年5月30日戈布萊內閣倒台，布朗熱不再留任。

### 布朗熱狂熱
同年在並未實際參選的情況下，布朗熱在塞納省一次地方選舉中獲得了十萬多張選票。法國政府深受震動，調他去克莱蒙费朗當一名地方軍指揮。6月8日出發之時，近萬人在里昂車站發動挽留活動，阻止火車出發。布朗熱只得搭上一節火車頭偷偷離開。不久總統格雷維因裙帶關係醜聞辭職，但新總統卡诺和總理提拉爾並沒有讓布朗熱官復原職。
此後布朗熱開始集合各種保守政治勢力，尤其是保皇黨。1888年6月他在瑞士接洽了波拿巴家族，不久又獲得了奧爾良家族領袖巴黎伯爵的支持。早在當年3月脫離軍職後，布朗熱及其支持者就已開始活躍於各級選舉，他本人獲選入諾爾省議會，在選舉中因與外長夏尔·弗洛凯發生衝突，在決鬥中負傷。次年1月他參與眾議院補選，提出「解散議會、修訂憲法、制憲議會」的口號並再次獲勝。此時他的聲望和民眾狂熱達到頂峰，甚至有人以他的名字創作頌歌。支持者希望他武力奪取總統權力，但布朗熱此時動作過於求穩，無意採用非法方式，甚至沉迷於與情婦瑪格麗特·克魯澤鬼混。他開始失去原本共和派支持者的支持。

### 失勢
此時以茹費理為首的共和派們嚴重感到了布朗熱的威脅，內政部長恭思当很快開始調查布朗熱當選內幕，並取締支持布朗熱的極右翼愛國者聯盟。1889年4月1日內政部以陰謀和叛國為由對布朗熱下達了逮捕令，並要求褫奪其議員豁免權。布朗熱被迫逃亡布魯塞爾。8月參議院宣佈對其及部分支持者處以流放。

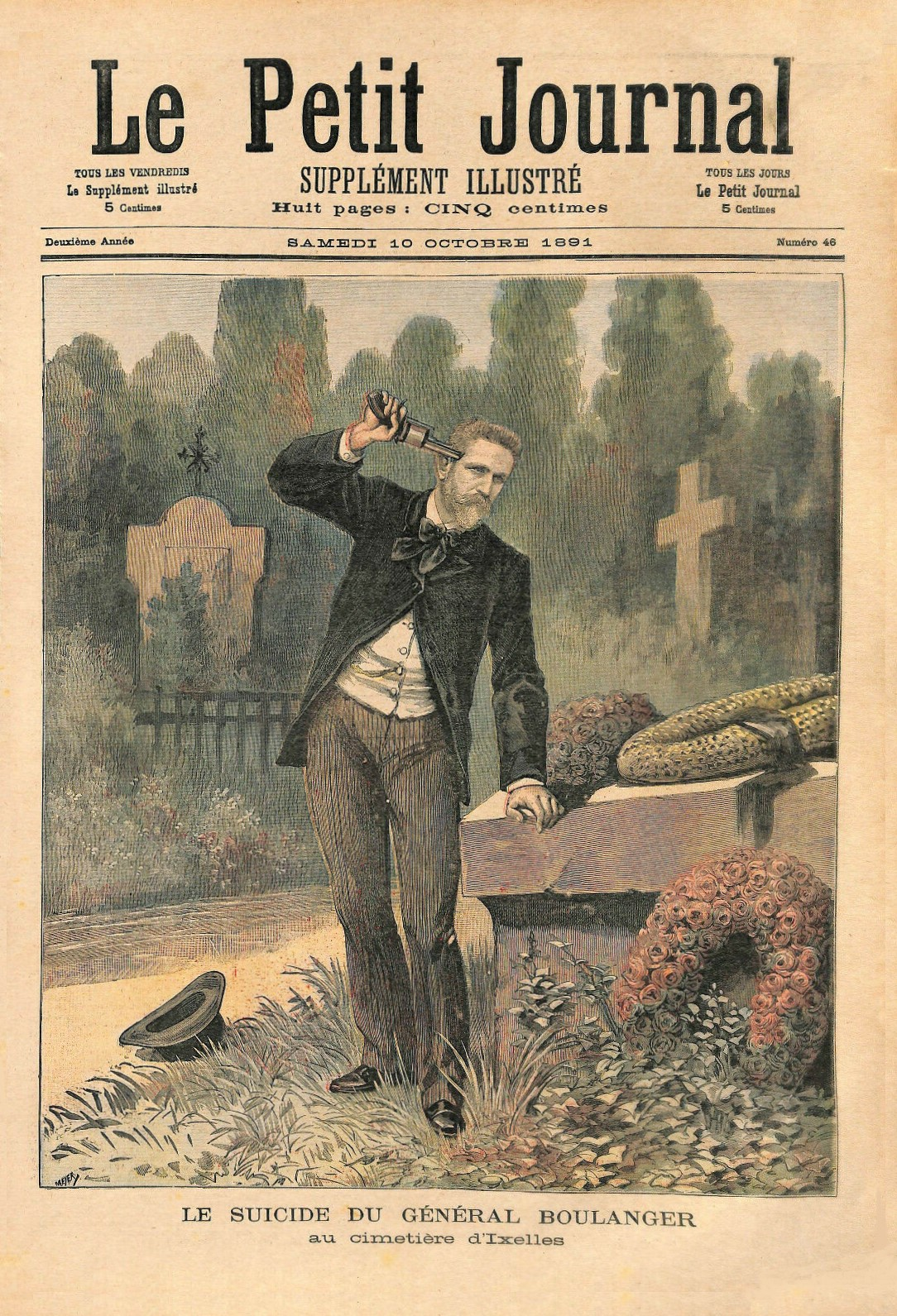
1891年10月，小日報報導布朗熱自殺

在澤西躲了一段時間後，布朗熱最終返回布魯塞爾，1891年9月30日，絕望的他在當地瑪格麗特·克魯澤的墓前以手槍自殺。